# مركز فرا للتصميم
مركز فرّا للتصميم  (بالإنجليزية: FARRA Design Center )‏ متجر  بيع بالتجزئة ذا ملكية خاصة يبيع المنتجات المنزلية التي تشمل الأثاث المستورد والإكسسوارات المنزلية. نشأت الشركة في بيروت في لبنان وبدأت عملها كمورد للمواد الخام. وتم افتتاح أول متجر لها في وسط بيروت عام 1976، ثم انتقلت إلى دكوانة في أوائل الثمانينات من القرن الماضي. وفي عام 2004، شيدت الشركة صالة عرض مكونة من سبع طوابق ونقلت متجرها الرئيسي إلى  ملكس في بيروت.
تأسست فرّا في عام 1939 بواسطة أنور فرّا في لبنان، وقد أطلق اسم عائلته على شركته التي هي الآن مملوكة من قبل عائلة المؤسس، وقد عملت على تغيير اسم الشركة إلى شركة أبناء أنور فرّا (بالإنجليزية: Société les fils d’Anwar Farra  SAL  )‏ حسب ما تقتضيه قوانين تنظيم المشاريع اللبنانية.

## تاريخ شركة فرّا FARRA
بدأت الشركة عملها كمورد للمواد الخام في عام 1939 من أجل صناعة الأثاث، وأصبحت مستورد وموزع للأثاث في لبنان.

### 1910-1960
ولد المؤسس أنور فرّا في عام 1911. وفي العام 1939 استقر في بيروت حيث عمل على إدارة شركته للمواد الخام. وكانت الشركة مختصة باستيراد المواد الخام لصناعة الأثاث الخشبي وصناعات الأثاث الأخرى.

### 1960-1990
توسعت الشركة في سنوات ازدهار لبنان وبسبب النمو المستمر الذي شهدته الفنادق الجديدة والحاجة إلى منشآت سياحية.

### 1990s-2010s
ركزت المتاجر بشكل أكبر على السوق الاستهلاكية التي تزود الأثاث بشكل مباشر للمنازل والمكاتب والفنادق والمطاعم. وفي عام 2004، نقلت فرّا FARRA متجرها الرئيسي إلى طريق مكلس الرئيسي، وضاعف المتجر الجديد سعته ليصبح صالة عرض مكونة من سبع طوابق.
كان للشركة تأثير قوي في مجتمعها من خلال التبرعات الخيرية، فقد أسست في العام 2004 قسمًا للأعمال الخيرية يسمى «التفاصيل السماوية» ويهدف إلى مساعدة المصممين الشباب وطلاب الهندسة المعمارية على أن يصبحوا مبدعين من خلال المنافسة وتعزيز فرص إيجادهم لأعمال محلية. وتعد الشركة الآن واحدة من أكثر العلامات التجارية شهرة في لبنان.

## متاجر فرّا FARRA
استهلت الشركة عملها في عام 1939 كمورد للمواد الخام، وتم افتتاح أول متجر لها في وسط بيروت عام 1976 ثم انتقل إلى دكوانة في أوائل الثمانينات. وقد انتقل متجرها إلى مبنى شيد حديثًا في شارع مكلس الرئيسي في عام 2004.

### تصميم المتجر
يتميز المتجر بهندسة معمارية تستخدم الزجاج على سطحه مع جدران جانبية مطلية باللون الأبيض. وهذا التصميم له مزايا جمالية ووظيفية. وتوفر المناور إضاءة طبيعية تقلل من تكاليف الطاقة المستخدمة.
بنظرة من الطريق الجانبي على طريق المكلس السريع في بيروت، يعطي المتجر انطباعًا بأنه متجر صغير في حين أنه في الواقع متجر تجزئة كبير يحتوي على صالة العرض من سبع طوابق. وهذا التأثير البصري سببه أن المتجر مبني على حافة تلة.
المهندسين المعماريين الداخليين ومستشاري التصميم الداخلي يساعدون العملاء أثناء تجولهم في المتجر. فهم يساعدون العملاء على حصر نطاق خياراتهم بناءً على احتياجاتهم وتفضيلاتهم في اللون والملمس والميزانية.
لا يتم عرض جميع الأثاث في المتجر، فيتم تخزين ألوان معينة من غرف المعيشة في المستودع ويتم إخراجها عند الطلب. في بعض الأحيان، يتم عرض عينة من اللون والملمس إلى العميل لضمان استيفائها لمتطلباته. ويحتوي الموقع الإلكتروني لمركز تصميم فرّاعلى نظرة عامة تشمل مجموعات الأثاث الإكسسوار المنزلي.

## المنتجات
يتم تركيب أثاث فرّا FARRA سواء أكان محليًا أو مستوردًا من قِبل فنيي الشركة الذين يعدون مسؤولين عن تسليمها للمنازل وعن تركيب الأثاث.

### الأثاث
تم تصميم وإعداد أثاث فرّا FARRA محليًا في قسم التصميم الداخلي، ويتم استيراده من موردين دوليين. وبفضل هذه الاستراتيجية، تعتبر فرّا FARRA واحدة من أكبر مستوردي الأثاث اللبناني من أمريكا الشمالية وأوروبا (إيطاليا وإسبانيا). ويتم تصنيع بعض المنتجات المختارة في لبنان لفترات التسليم القصيرة ويتم استيراد بعض العناصر الخاصة من آسيا مثل الأثاث الخارجي من خشب الساج والاكسسوارات المنزلية. تستورد فرّا FARRA إكسسواراتها الأكثر فخامة مثل المنحوتات والبلورات من أوروبا ومن موردين متخصصين في لبنان.

## مشاريع تصميم دولية وشرق أوسطية
تولي فرّا FARRA اهتمامًا بمشاريع التصميم المعماري والداخلي الدولية. ويشمل عملائها الفنادق والمطاعم والفيلات الخاصة والشقق والمكاتب والمجمعات السكنية.

### موردي الفنادق والمطاعم
لدى فرّا مهندسين معماريين داخليين قادرين على إجراء مشاريع تجديد وديكور على اختلاف درجة صعوبتها. ويعملون على التنسيق بين العملاء والموردين لتقييم احتياجات الديكور وتصميم النماذج بالحجم الطبيعي واقتراح المواد والمتابعة وتقديم المنتجات النهائية.

### المشاريع التي تم إنجازها

#### مشاريع لبنان
- فندق بيبلوس بالاس (الجبيل، بيبلوس)

- فندق رامادا داون تاون (وسط المدينة، بيروت)

- مركزيا مونرو للشقق الفندقية (وسط المدينة، بيروت)

#### مشروع قطر
- فلل مجمع الربيع (الغرافة)

#### مشروع الكويت
- أمايا ريزيدنس (الكويت)

#### مشروع العراق
- قصر السلام (بغداد)

#### مشروع قبرص
- منتجع سكني (ليماسول)

## المسؤولية المجتمعية لشركة فرّا FARRA
تشارك فرّا FARRA في العديد من الجهات الخيرية اللبنانية، وخاصة مع:
- منزل المرضى المسنين (مركز رينيه وهبي/ فوير دو فيلارد مالاد (المنصورية، لبنان)، وهو مستشفى للمسنين للحالات غير القابلة للشفاء.

- منظمة إنجاز (لبنان) في شعبة الناشئين في جميع أنحاء العالم، حيث تساهم في التدريب على تنظيم المشاريع خارج المناهج الدراسية للطلاب في المدارس العامة والخاصة.

- مشروع أشجار لبنان Trees4Lebanon (لبنان)، التي تهدف إلى زراعة مليون شجرة بحلول عام 2020.

وكجزء من برنامجها الخيري، توفر فرّا FARRA مساحة 1000 متر مربع من طابق المعرض الرئيسي للجمعيات غير الربحية حتى يتسنى لهم تنظيم الفعاليات وجمع الأموال للأعمال الخيرية.

### المسؤولية البيئية
تختار الشركة الموردين الذين يتمتعون بمنتجات قابلة للمساءلة وقيم مستدامة بيئيًا (مقابل كل شجرة يتم قطعها يتم زرع واحدة جديدة) واحترام لمعايير  الجودة البيئية ISO. وتعد الشركة واحدة من رعاة مشروع Trees4Lebanon الذي يخطط لزراعة مليون شجرة جديدة بحلول عام 2020.

### فعاليات فرّا FARRA
أسست فرّا FARRA في عام 2004 قسماً غير ربحي يدعى «التفاصيل السماوية» وهو مكرس رسميًا لتعزيز الإبداع في مجال التصميم الداخلي ومشاريع الطلبة.
آخر فعاليات «التفاصيل السماوية»
- مسابقة الأثاث (2004)

- مسابقة المجوهرات (2005)

- معرض الرساميين اللبنانيين (2007)

- معرض السجاد اللبناني (2009)[11][12]
- مسابقة شجرة عيد الميلاد (2009)

- مسابقة الرساميين اللبنانيين (2010)

- مسابقة شجرة عيد الميلاد (2010)

- مسابقة الأثاث بين الجامعات (2011)[13][14]

## روابط خارجية
- Farra Design Center website